# Фресно-ель-В'єхо
Фресно-ель-В'єхо (ісп. Fresno el Viejo) — муніципалітет в Іспанії, у складі автономної спільноти Кастилія-і-Леон, у провінції Вальядолід. Населення — 1057 осіб (2010).
Муніципалітет розташований на відстані близько 150 км на північний захід від Мадрида, 60 км на південний захід від Вальядоліда.

## Демографія
Динаміка населення (INE ):